# Bartninkai
Bartninkai is een plaats in het Litouwse district Marijampolė. De plaats telt 495 inwoners (2001).

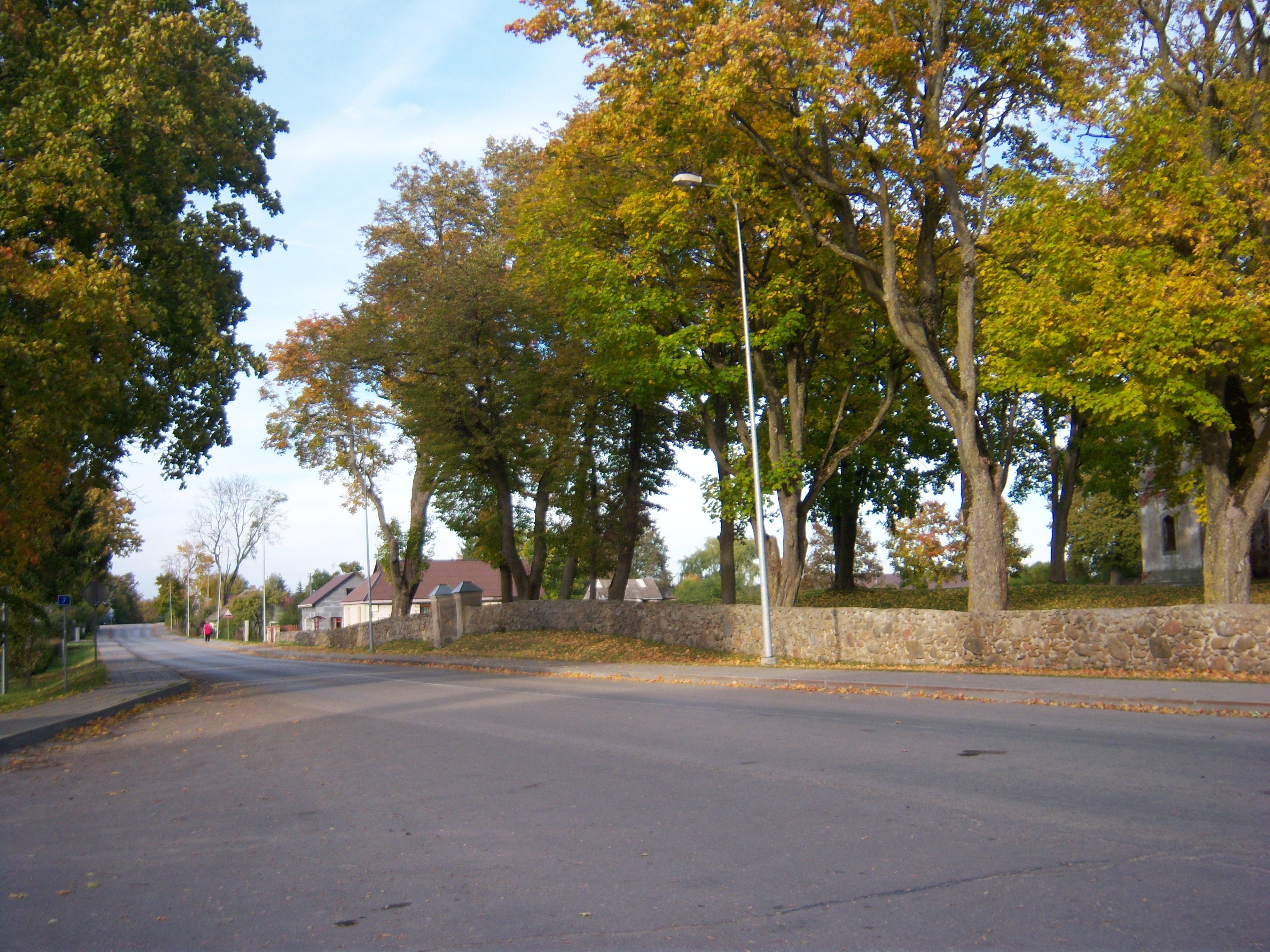
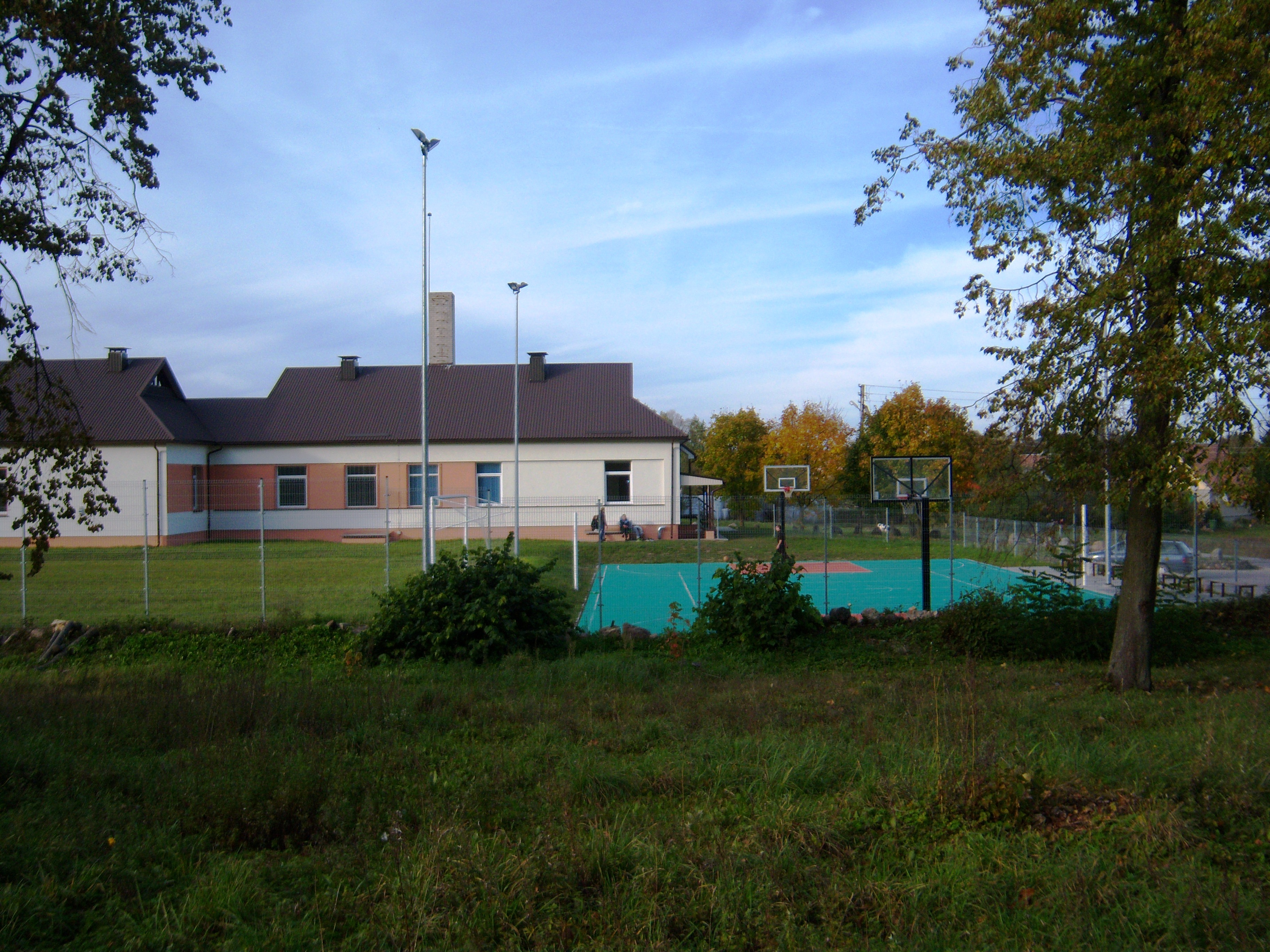
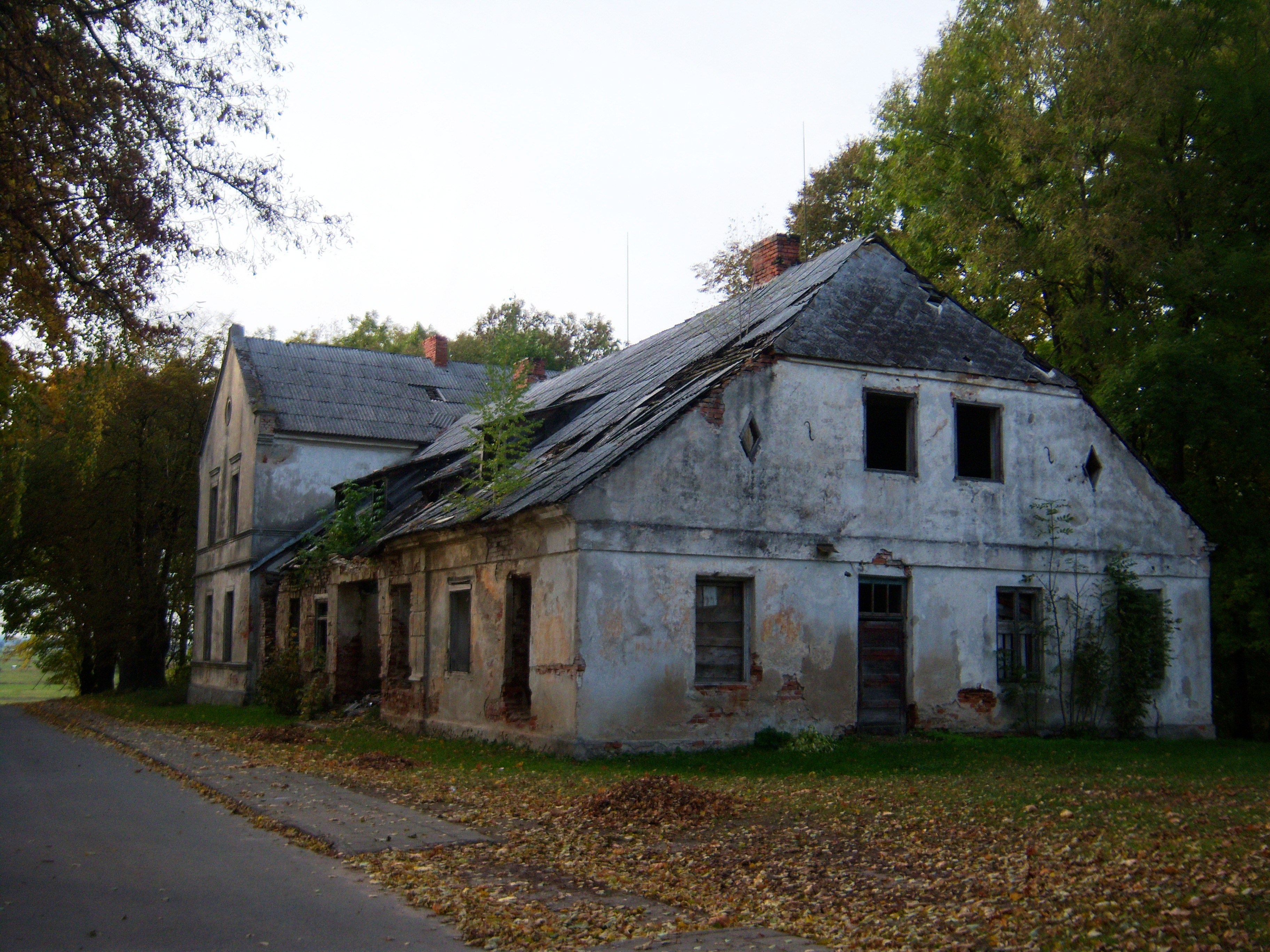